# Aeluropus pilosus
Aeluropus pilosus là một loài thực vật có hoa trong họ Hòa thảo. Loài này được (X.L.Yang) S.L.Chen & X.L.Yang mô tả khoa học đầu tiên năm 1990.